# Ferruccio Michelini
Ferruccio Michelini (Pesaro, 10 juli 1882 – Chiari, 1946) was een Italiaans componist en dirigent.
Van deze Italiaanse componist en dirigent is niet veel bekend. Hij was meer dan 20 jaar dirigent van de banda Corpo Bandistico "G. B. Pedersoli" – Città di Chiari. Als componist schreef hij verschillende marsen, dansen en karakterstukken voor harmonieorkest.